# Ducetia punctata
Ducetia punctata är en insektsart som först beskrevs av Schulthess Schindler 1898.  Ducetia punctata ingår i släktet Ducetia och familjen vårtbitare. Inga underarter finns listade i Catalogue of Life.